# Agylla trichosema
Agylla trichosema är en fjärilsart som beskrevs av Paul Dognin 1914. Agylla trichosema ingår i släktet Agylla och familjen björnspinnare. Inga underarter finns listade i Catalogue of Life.